# Erdélyi Gabriella
Erdélyi Gabriella (Budapest, 1971. október 3. –) történész.

## Élete
1996-ban Eötvös Loránd Tudományegyetem végzett történelem-angol, illetve 1997-ben Central European University középkori tanulmányok szakán. 2003-ban a doktori disszertációjának megvédése után az ELTE-n szerzett PhD fokozatot.
A Magyar Tudományos Akadémia Történettudományi Intézetének munkatársa lett, 2012-től tudományos főmunkatárs és tudományos titkár.
2003-2007 között a Magyar Történelmi Társulat titkára volt, illetve a Hajnal István Kör és a Microhistory Network tagja.
Elsősorban 15–16. századi társadalom-, vallás- és kultúrtörténettel, iskoláztatással, társadalmi mobilitással, mikrotörténettel és a középkori jogi ítélkezés történetével, illetve a pápai kúria és Magyarország kapcsolatával foglalkozik.

## Elismerései
- 2003 Akadémiai Ifjúsági Díj

## Művei
- 2000 Diskurs über die Ungarische Statthalterschaft – Gesichtspunkte zut Untersuchung des Verhältnisses zwischen Ferdinand I. und der ungarischen politischen Elite. Mitteilungen des Österreichischen Staatsarchivs 48, 93–126.
- 2005 Bethlenfalvi Thurzó Elek levelezése – Források a Habsburg–magyar kapcsolatok történetéhez I. 1526–1532. Budapest
- 2005 Egy kolostorper története. Hatalom, vallás és mindennapok a középkor és az újkor határán. Budapest
- 2005 The Register of a Convent Controversy (1517−1518) – Pope Leo X, cardinal Bakócz, the Augustinians and the observant Franciscans in Contest. Budapest−Róma
- 2011 Szökött szerzetesek. Erőszak és fiatalok a késő középkorban. Budapest
- 2013 Tales of a Peasant Revolt – Taboos and Memory of 1514 in Hungary. In: Memory before Modernity: Practices of Memory in Early Modern Europe. Szerk.: Erika Kuijpers, Johannes Müller, Judith Pollmann, Jasper van der Steen. Leiden, 93–109.
- 2015 A Cloister on Trial: Religious Culture and Everyday Life in Late Medieval Hungary. Burlington
- 2015 Confessional identity and models of aristocratic conversion in seventeenth and eighteenth-century Hungary. Social History 40/4, 473-496.
- 2015 Turning Turk as Rational Decision in the Hungarian–Ottoman Frontier Zone. The Hungarian Historical Review 4/2, 314–345.
- 2016 Armed Memory – Agency and Peasant Revolts in Central and Southern Europe (1450–1700). Göttingen